# 69th Street
69th Street, conosciuta anche con il nome di 69th Street-Fisk Avenue, è una fermata della metropolitana di New York, situata sulla linea IRT Flushing. Nel 2015 è stata utilizzata da 1 629 526 passeggeri.

## Storia
La stazione venne aperta il 21 aprile 1917, come parte del prolungamento della linea IRT Flushing, all'epoca conosciuta come linea Corona, dalla stazione di Queensboro Plaza a quella di 103rd Street-Corona Plaza.

## Strutture e impianti
69th Street è una fermata di superficie con tre binari e due banchine laterali. I due binari esterni sono usati dalla linea 7 locale che ferma nella stazione, quello centrale dalla linea 7 espressa che invece salta la stazione.
Il mezzanino della stazione, dove sono siti i tornelli, è posizionato al di sotto del piano binari e possiede due scale che scendono all'incrocio tra Roosevelt Avenue e 69th Street, una nell'angolo nord-est e l'altra nell'angolo sud-ovest.
Entrambe le banchine laterali possiedono dei muri color beige e hanno delle pensiline marroni, con una struttura color verde, sostenute da colonne anch'esse verdi. Dove mancano le pensiline e i muri, sono presenti delle ringhiere di colore nero e dei lampioni, anch'essi di colore nero, con i cartelli indicanti il nome della stazione.

## Movimento
La stazione è servita dai treni della linea 7 Flushing Local della metropolitana di New York, sempre attiva.

## Interscambi
La stazione è servita da diverse autolinee gestite da NYCT Bus.
- Fermata autobus